# Gudermannfunktion

Die Gudermannfunktion im Reellen

Die Gudermannfunktion, benannt nach Christoph Gudermann (1798–1852), stellt eine Verbindung zwischen den trigonometrischen und den hyperbolischen Funktionen her, ohne dabei die komplexen Zahlen zu benutzen. Dabei ist die Gudermannfunktion eine Zwischenfunktion, um für ein Argument {\displaystyle x} durch Anwendung auf eine Kreisfunktion eine Exponential- bzw. eine Hyperbelfunktion zu erhalten. Sie wurde erstmals von dem Schweizer Mathematiker Johann Heinrich Lambert um 1760 beschrieben, als dieser bei Experimenten mit Kettenbrüchen für den Tangens eine unmittelbare Abhängigkeit der Eulerschen Zahl von der Kreiszahl {\displaystyle \pi } finden wollte. Er konnte für diese von ihm „transzendenter Winkel“ genannte Zwischenfunktion keine nicht-triviale, analytische Form angeben und auch keinen weiteren Nutzen aufzeigen, da sich damit der gesuchte Zusammenhang zwischen {\displaystyle \pi } und  {\displaystyle e} nicht herleiten ließ.

## Die Gudermannfunktion
Um 1830 stieß Christoph Gudermann bei der Untersuchung von elliptischen Integralen zufällig auf einen reellen, nicht-trivialen Zusammenhang zwischen Kreis- und Exponentialfunktionen, der sich zudem auf alle Winkelfunktionen anwenden ließ. Damit konnte Lamberts Zwischenfunktion in analytischer Form dargestellt werden, fand aber nur wenig Beachtung und Anerkennung (siehe Rezeption des Werks von Christoph Gudermann). Die Bezeichnung Gudermannfunktion wurde 1862 von Arthur Cayley eingeführt, als dieser sich in einem eigenen Werk über elliptische Integrale auf Gudermanns Vorarbeiten bezog.
Die Funktion ist für {\displaystyle x\in \mathbb {R} } als Ursprungsstammfunktion des Sekans Hyperbolicus definiert:
{\displaystyle \operatorname {gd} \,(x):=\int _{0}^{x}{\frac {\mathrm {d} t}{\cosh t}}}.
Mit den Substitutionen {\displaystyle \operatorname {gd} (x)=\varphi ,\,e^{t}=s} und daraus folgend mit dem Differential {\displaystyle \mathrm {d} t=e^{-t}\mathrm {d} s=s^{-1}\mathrm {d} s} lässt sich das Integral auswerten:
{\displaystyle {\begin{aligned}\operatorname {gd} \,(x)&=\int _{0}^{x}{\frac {\mathrm {d} t}{\cosh t}}=\int _{0}^{x}{\frac {2\,\mathrm {d} t}{e^{t}+e^{-t}}}=\int _{e^{0}}^{e^{x}}{\frac {2s^{-1}\mathrm {d} s}{s+s^{-1}}}=\int _{1}^{e^{x}}{\frac {2\,\mathrm {d} s}{s^{2}+1}}=2\arctan(s){\bigg |}_{1}^{e^{x}}\\&=2\arctan({e^{x}})-{\tfrac {\pi }{2}}={\tfrac {\pi }{2}}-2\arctan({e^{-x}})\\\end{aligned}}}
Aus dieser expliziten Formel lässt sich erkennen, dass der Wert der Gudermannfunktion einen Winkel {\displaystyle \varphi :=\operatorname {gd} (x)} und das Argument {\displaystyle x} einen Skalar für die Exponentialfunktion darstellt. 
Aufgelöst nach der e-Funktion ergibt sich ein Ausdruck für den halben Winkel
{\displaystyle {e^{x}}=\tan({\tfrac {\pi }{4}}+{\tfrac {\varphi }{2}})={\frac {\tan {\tfrac {\pi }{4}}+\tan {\tfrac {\varphi }{2}}}{1-\tan {\tfrac {\pi }{4}}\tan {\tfrac {\varphi }{2}}}}={\frac {1+\tan {\tfrac {\varphi }{2}}}{1-\tan {\tfrac {\varphi }{2}}}}\quad {\text{(1)}}}
und daraus erhält man eine Beziehung zum halben Argument
{\displaystyle \tan {\tfrac {\varphi }{2}}={\frac {e^{x}-1}{e^{x}+1}}={\frac {e^{\tfrac {x}{2}}-e^{-{\tfrac {x}{2}}}}{e^{\tfrac {x}{2}}+e^{-{\tfrac {x}{2}}}}}=\tanh {\tfrac {x}{2}}\quad {\text{(2)}}}
Gl. (2) führt auf folgende alternative Darstellungen der Gudermannfunktion
{\displaystyle {\begin{aligned}\operatorname {gd} x&=2\arctan \left[\tanh \left({\tfrac {1}{2}}x\right)\right]\\&=\arcsin \left(\tanh x\right)=\arctan(\sinh x)=\operatorname {arccsc} (\coth x)\\&=\operatorname {sgn} (x)\cdot \arccos \left(\operatorname {sech} x\right)=\operatorname {sgn} (x)\cdot \operatorname {arcsec} (\cosh x)\end{aligned}}}
Sie entspricht dem Zusammenhang, den Lambert untersucht hat
{\displaystyle \tanh {\tfrac {x}{2}}={\tfrac {1}{\mathrm {i} }}\tan {\tfrac {\mathrm {i} x}{2}}=\tan {\tfrac {\varphi }{2}}.}
Der Übergang von halben zu ganzen Winkeln und Argumenten wird durch Einsetzen von Gl. (2) in das Additionstheorem für den Tangens des doppelten Winkels vollzogen:
{\displaystyle \tan \varphi =\tan {\tfrac {2\varphi }{2}}={\frac {2\tan {\tfrac {\varphi }{2}}}{1-\tan ^{2}{\tfrac {\varphi }{2}}}}={\frac {2\tanh {\tfrac {x}{2}}}{1-\tanh ^{2}{\tfrac {x}{2}}}}={\frac {2\sinh {\tfrac {x}{2}}\cosh {\tfrac {x}{2}}}{\cosh ^{2}{\tfrac {x}{2}}-\sinh ^{2}{\tfrac {x}{2}}}}=2\sinh {\tfrac {x}{2}}\cosh {\tfrac {x}{2}}=\sinh {x}\quad {\text{(Gl. 3)}}}
Diese Gleichung ist eine weitere Beziehung zwischen Winkel {\displaystyle \varphi } und Skalar {\displaystyle x}.  
Von besonderem Interesse sind Darstellungen, bei denen Tangens oder Tangens-Hyperbolikus auftreten, da sich deren Umkehrfunktionen besonders leicht mit numerischen Mitteln ausrechnen lassen. Somit ist
{\displaystyle \sin \varphi =\tanh {x}\quad {\text{(Gl. 4)}}}
von den möglichen Alternativdarstellungen die wichtigste.

## Die inverse Gudermannfunktion
Die Umkehrfunktion der Gudermannfunktion kann einerseits durch Auflösung einer deren Gleichungen nach {\displaystyle x} gewonnen und muss üblicherweise mittels Logarithmus dargestellt werden. Sie ist jedoch auch unabhängig von den obigen Gleichungen definiert und deren Herleitung folgt in analoger Weise der Herleitung der Gudermannfunktion, allerdings sind für die Zwischenschritte komplexe Rechnungen nötig.
Für {\displaystyle -{\tfrac {\pi }{2}}<\varphi <{\tfrac {\pi }{2}}} gilt:
{\displaystyle {\begin{aligned}\operatorname {arcgd} \,(\varphi )&:=\operatorname {gd} ^{-1}(\varphi )=\int _{0}^{\varphi }{\frac {\mathrm {d} t}{\cos t}}=\int _{0}^{\varphi }{\frac {2\mathrm {d} t}{e^{\mathrm {i} t}+e^{-\mathrm {i} t}}}=\ldots \\&=\ln \tan \left({\tfrac {\pi }{4}}+{\tfrac {\varphi }{2}}\right)=\ln {\frac {1+\tan {\tfrac {\varphi }{2}}}{1-\tan {\tfrac {\varphi }{2}}}}=\ln {\frac {\cos {\tfrac {\varphi }{2}}+\sin {\tfrac {\varphi }{2}}}{\cos {\tfrac {\varphi }{2}}-\sin {\tfrac {\varphi }{2}}}}\\&=\ln \cot \left({\tfrac {\pi }{4}}-{\tfrac {\varphi }{2}}\right)\quad {\text{(nach Gl. 1)}}\\&=\ln {\frac {1+\tan {\tfrac {\varphi }{2}}}{1-\tan {\tfrac {\varphi }{2}}}}\\&={2}\operatorname {artanh} (\tan {\tfrac {\varphi }{2}})\quad {\text{(nach Gl. 2)}}\\&=\ln {\frac {\left(\cos {\tfrac {\varphi }{2}}+\sin {\tfrac {\varphi }{2}}\right)^{2}}{\cos ^{2}{\tfrac {\varphi }{2}}-\sin ^{2}{\tfrac {\varphi }{2}}}}=\ln {\frac {\cos ^{2}{\tfrac {\varphi }{2}}+\sin ^{2}{\tfrac {\varphi }{2}}+2\cos {\tfrac {\varphi }{2}}\sin {\tfrac {\varphi }{2}}}{1-\sin ^{2}{\tfrac {\varphi }{2}}-\sin ^{2}{\tfrac {\varphi }{2}}}}=\ln {\frac {1+2\cos {\tfrac {\varphi }{2}}\sin {\tfrac {\varphi }{2}}}{1-2\sin ^{2}{\tfrac {\varphi }{2}}}}=\ln {\frac {1+\sin \varphi }{\cos \varphi }}=\ln(\tan \varphi +\sec \varphi )\\&=\ln {\frac {1+\sin \varphi }{\sqrt {1-\sin ^{2}\varphi }}}=\ln {\sqrt {\frac {1+\sin \varphi }{1-\sin \varphi }}}={\frac {1}{2}}\ln {\frac {1+\sin \varphi }{1-\sin \varphi }}\\&=\operatorname {artanh} (\sin \varphi )\quad {\text{(nach Gl. 4)}}\\&=\operatorname {arsinh} (\tan \varphi )\quad {\text{(nach Gl. 3)}}\\&=\operatorname {arcosh} (\sec \varphi )\\\end{aligned}}}
Für die numerische Auswertung der inversen Gudermannfunktion ist die Darstellung nach Gl. (4) insbesondere für die mittleren zwei Drittel des Definitionsbereichs geeignet: {\displaystyle -{\tfrac {\pi }{3}}<\varphi <{\tfrac {\pi }{3}}}. An den Rändern ist eine Darstellung mit halben Winkeln zu bevorzugen, weil diese nicht in den flachen Bereichen der Extrema von Sinus und/oder Kosinus arbeiten und deshalb eine höhere numerische Schärfe besitzen. Für die Auswertung der Gudermannfunktion {\displaystyle \varphi (x)=\operatorname {gd} (x)} sind ähnliche Überlegungen anzustellen.

## Weitere Beziehungen
Die Ableitung der Gudermannfunktion und derer Umkehrung sind entsprechend der Integranden ihre Definitionsintegrale:
{\displaystyle {\begin{aligned}&{\frac {\mathrm {d} }{\mathrm {d} x}}\,\operatorname {gd} (x)=\operatorname {sech} x=\cos(\operatorname {gd} x),\\&{\frac {\mathrm {d} }{\mathrm {d} \varphi }}\,\operatorname {arcgd} \,(\varphi )=\sec \varphi \end{aligned}}}
Besonders bemerkenswert ist die Identität für komplexe Rechnung:
{\displaystyle \operatorname {gd} \left({\mathrm {i} }\cdot x\right)={\mathrm {i} }\cdot \operatorname {arcgd} \left(x\right)}
Die Verbindung von Kreis- und Hyperbelfunktionen ist im Wesentlichen gegeben durch:
{\displaystyle {\begin{aligned}\sinh(x)&=\tan(\operatorname {gd} \,x)&=&\tan(\varphi )&\quad &{\text{(Gl. 3)}}\\\cosh(x)&=\sec(\operatorname {gd} \,x)&=&\sec(\varphi )\\\tanh(x)&=\sin(\operatorname {gd} \,x)&=&\sin(\varphi )&\quad &{\text{(Gl. 4)}}\\\operatorname {sech} (x)&=\cos(\operatorname {gd} \,x)&=&\cos(\varphi )\\\operatorname {csch} (x)&=\cot(\operatorname {gd} \,x)&=&\cot(\varphi )\\\coth(x)&=\csc(\operatorname {gd} \,x)&=&\csc(\varphi )\\\end{aligned}}}
Folgende Summenreihe gilt für alle reellen Zahlen x:
{\displaystyle \operatorname {gd} (x)=\sum _{n=1}^{\infty }{\biggl \{}2\arctan {\biggl [}{\frac {2\,x}{(4n-3)\pi }}{\biggr ]}-2\arctan {\biggl [}{\frac {2\,x}{(4n-1)\pi }}{\biggr ]}{\biggr \}}}
Sie resultiert durch Bildung der Ursprungsstammfunktion von der Cauchyschen Reihe des Sekans Hyperbolicus:
{\displaystyle \operatorname {sech} (x)=\sum _{n=1}^{\infty }{\biggl [}{\frac {(16n-12)\pi }{(4n-3)^{2}\pi ^{2}+4x^{2}}}-{\frac {(16n-4)\pi }{(4n-1)^{2}\pi ^{2}+4x^{2}}}{\biggr ]}}

## Praktische Anwendung
Mit den gezeigten Verbindungen von Kreis- und Hyperbelfunktionen lassen sich mathematische Ausdrücke gegebenenfalls vereinfachen.
Wegen ihrer einfachen Ableitungen eignen sich die Gudermannfunktion und ihre Inverse als Substitution für die Integralrechnung. Zu diesem Zweck hat Gudermann sie benutzt.
Mit der Gudermannfunktion bzw. deren Umkehrung wird der Winkel der geographischen Breite {\displaystyle \varphi } mit der Nord-Süd-Komponente {\displaystyle y_{N}} der Mercator-Projektion verknüpft. Dabei sind mit dem Erdradius {\displaystyle R_{E}} insbesondere die Gleichungen
{\displaystyle {\begin{aligned}{\text{(Gl. 2)}}&\quad &\tan {\tfrac {\varphi }{2}}&=\tanh {\tfrac {y_{N}}{2R_{E}}}\\{\text{(Gl. 3)}}&\quad &\tan {\varphi }&=\sinh {\tfrac {y_{N}}{R_{E}}}\\{\text{(Gl. 4)}}&\quad &\sin {\varphi }&=\tanh {\tfrac {y_{N}}{R_{E}}}\\\end{aligned}}}
von Bedeutung. Da die lokale Verzerrung der Mercator-Projektion mit {\displaystyle \sec {\varphi }} vom Breitengrad abhängt, ist der relative Projektionsabstand {\displaystyle {\tfrac {y_{N}}{R_{E}}}} vom Äquator bis zum Breitengrad {\displaystyle \varphi } das Integral aller Verzerrungen über den Kreisbogen (Meridianbogen) vom Äquator bis {\displaystyle \varphi }
{\displaystyle {\frac {y_{N}(\varphi )}{R_{E}}}=\int _{0}^{\varphi }{\frac {\mathrm {d} t}{\cos t}}=\operatorname {artanh} (\sin \varphi ):=\operatorname {arcgd} (\varphi )}
Für die Auswertung ist eventuell eine Darstellung der inversen Gudermannfunktion für halbe Winkel zu bevorzugen.